# 中国疾病預防控制中心
中国疾病預防控制中心（ちゅうごくしっぺいよぼうこうせいちゅうしん、中国語:中国疾病预防控制中心、中国語略称:中国疾控中心､英語略称:CCDC）は、中華人民共和国北京にある国立感染症対策センター。2002年に創設された。「控制」は、捕まえて離さない事を示すが、あまり一般的に使用しない単語であるため、日本の報道では中国疾病予防管理センターや中国疾病対策予防センターと意訳されて記載される事も多い。

## 概要
建国以来伝染病に悩まされ続けてきたアメリカが、設立したのがアメリカ疾病予防管理センター（以下米CDC）である。アメリカは移民大国であったために、世界中の伝染病が移民と共に来訪し、建国以降その対策に頭を悩まされて続けていた伝染病の先進国としての経緯がある。この制度の有効性を認めた中国は米CDCを参考にCCDCを設立した。中国のCCDCは、そのモデルとなった米CDCと同じく、伝染病の発生を早期警戒し、発生した検体をいち早く分析し、症状情報を集めて各地の保健機関、病院、医師らにその症状、特性、対策方法、封じ込め策等を開示伝達し、患者及び感染していない国民への予防策を知らしめる事が主な任務である。類似した機関としてウイルス研究所が存在するが、CDCの場合は非常時に一刻一秒を急いでウイルスの封じ込めを指揮し、死者と感染者の数を1人でも減らす事が主任務であり、平時は予防や教育も行う。

## 組織
上位機関は中華人民共和国国家衛生健康委員会。また、中国のCCDCは、各国の国家公衆衛生機関リスト (en:List of national public health agencies) にもあげられている。
住所は北京市昌平区昌百路155号。
武漢市疾病予防控制中心など地方参加部局を持つ。また、傘下に感染症予防管理所を持ち、新型コロナウイルスの完全ゲノム配列解析は、このCCDC傘下管理署を含む7団体共同で行われた。（共同解析 上海公共衛生臨床センター、武漢中心医院、華中科技大学、武漢市疾病予防控制中心、中国疾病予防控制中心感染症予防管理所、中国疾病管理予防センター、シドニー大学）

## 新型コロナウイルスへの取り組み
CCDCは、新型コロナウイルス発生時も対策を行った。2020年1月30日には、李克強首相がCCDCを視察している。